# Clypeaster reticulatus
Espèce
Clypeaster reticulatus est une espèce d'oursin irrégulier, présent dans le bassin indo-pacifique.

## Description
C'est un oursin plat irrégulier, qui mesure environ 6 cm de diamètre, dont l'anus a migré vers la face inférieure du test, conférant ainsi à l'animal un « avant » et un « arrière ». Les aires ambulacraires ont la forme de 5 pétales de deux rangées de pores, comme chez tous les Clypeasteroida. Les podia sont modifiés en branchies. Les bases d'insertion des piquants dessinent sur le test un réseau en toile d'araignée qui a valu à cet oursin son qualificatif reticulatus. Les bords du test sont légèrement rehaussés.

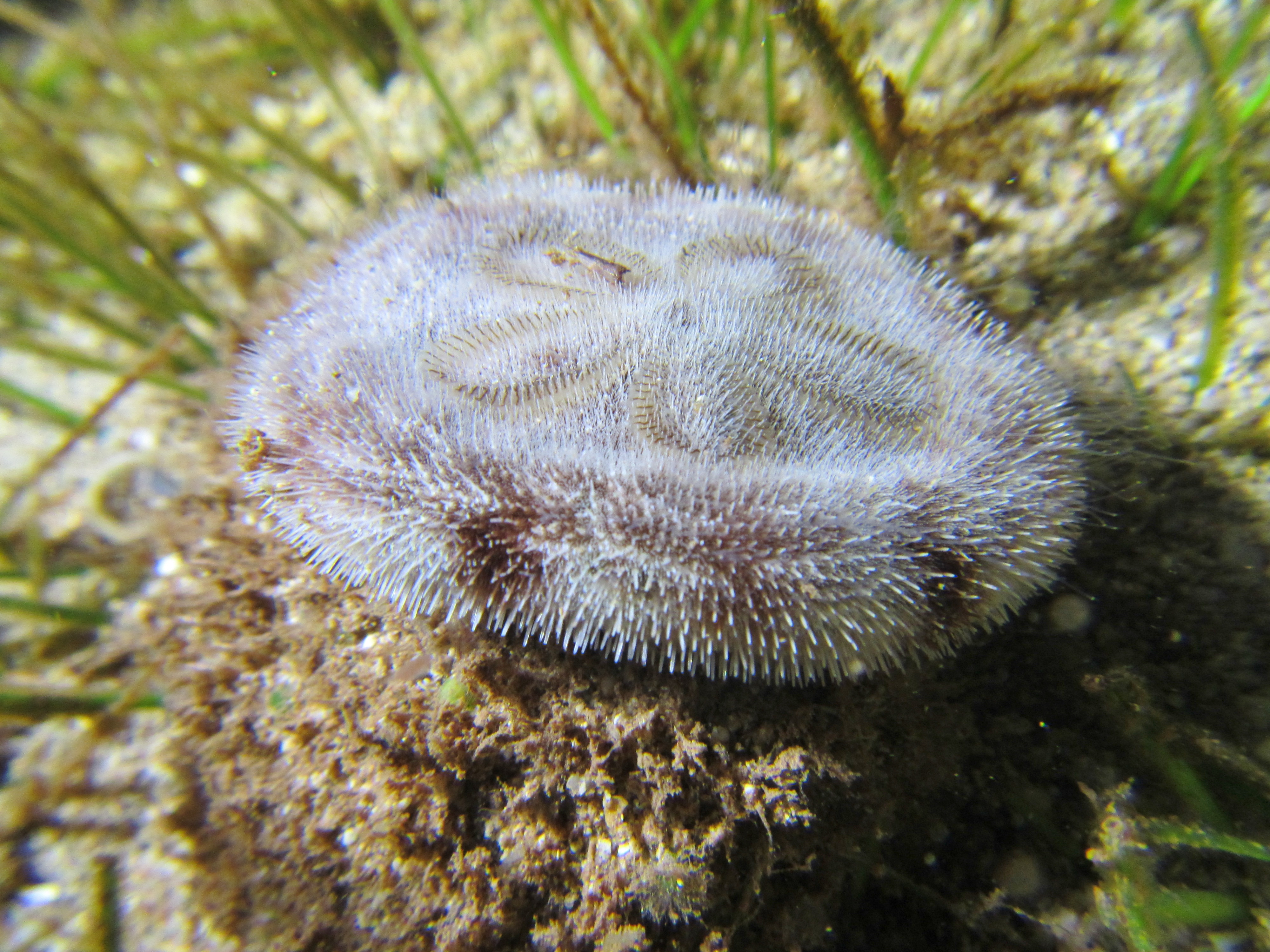
Spécimen vivant de profil (à Mayotte).
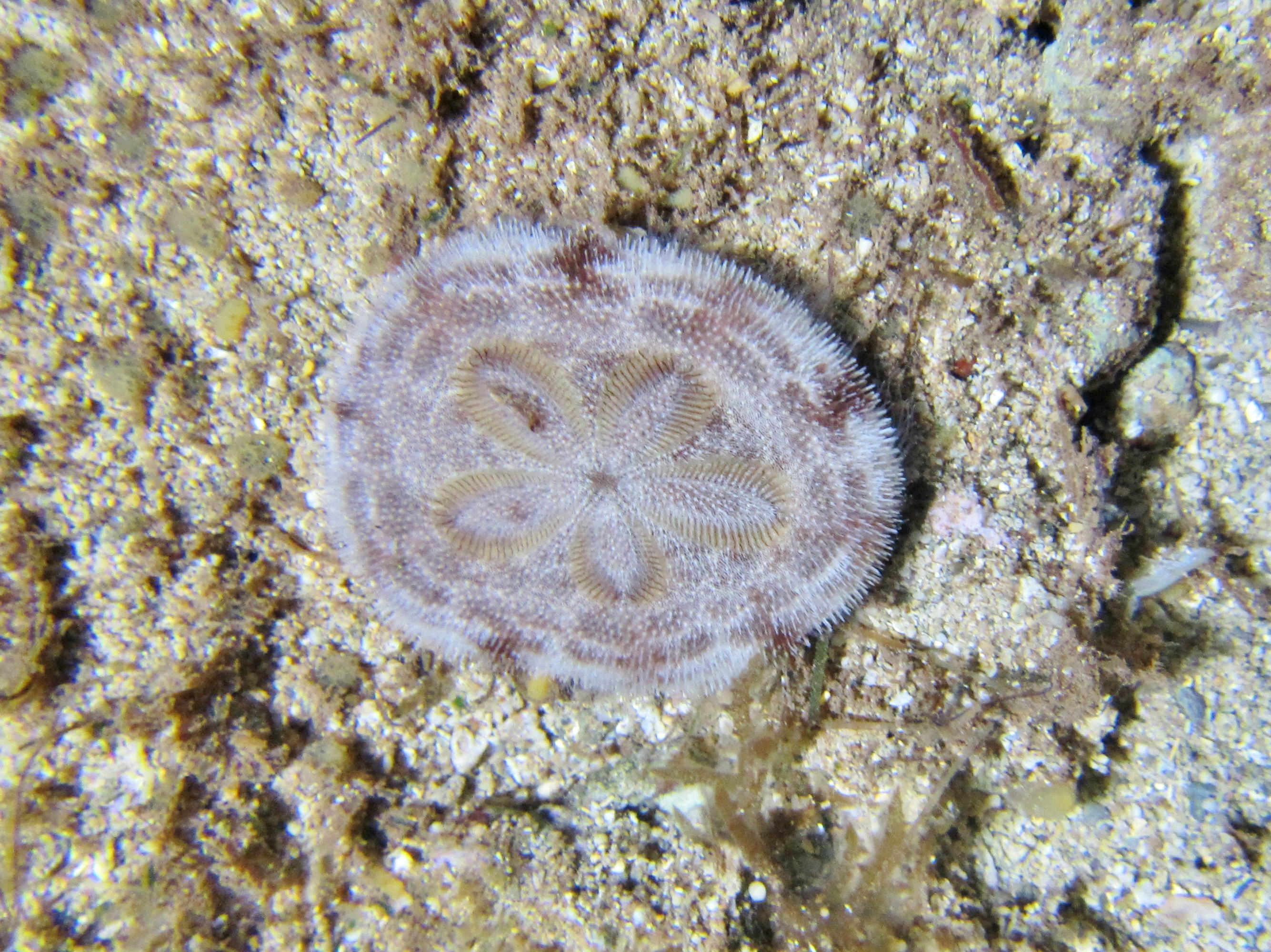
idem, du dessus.
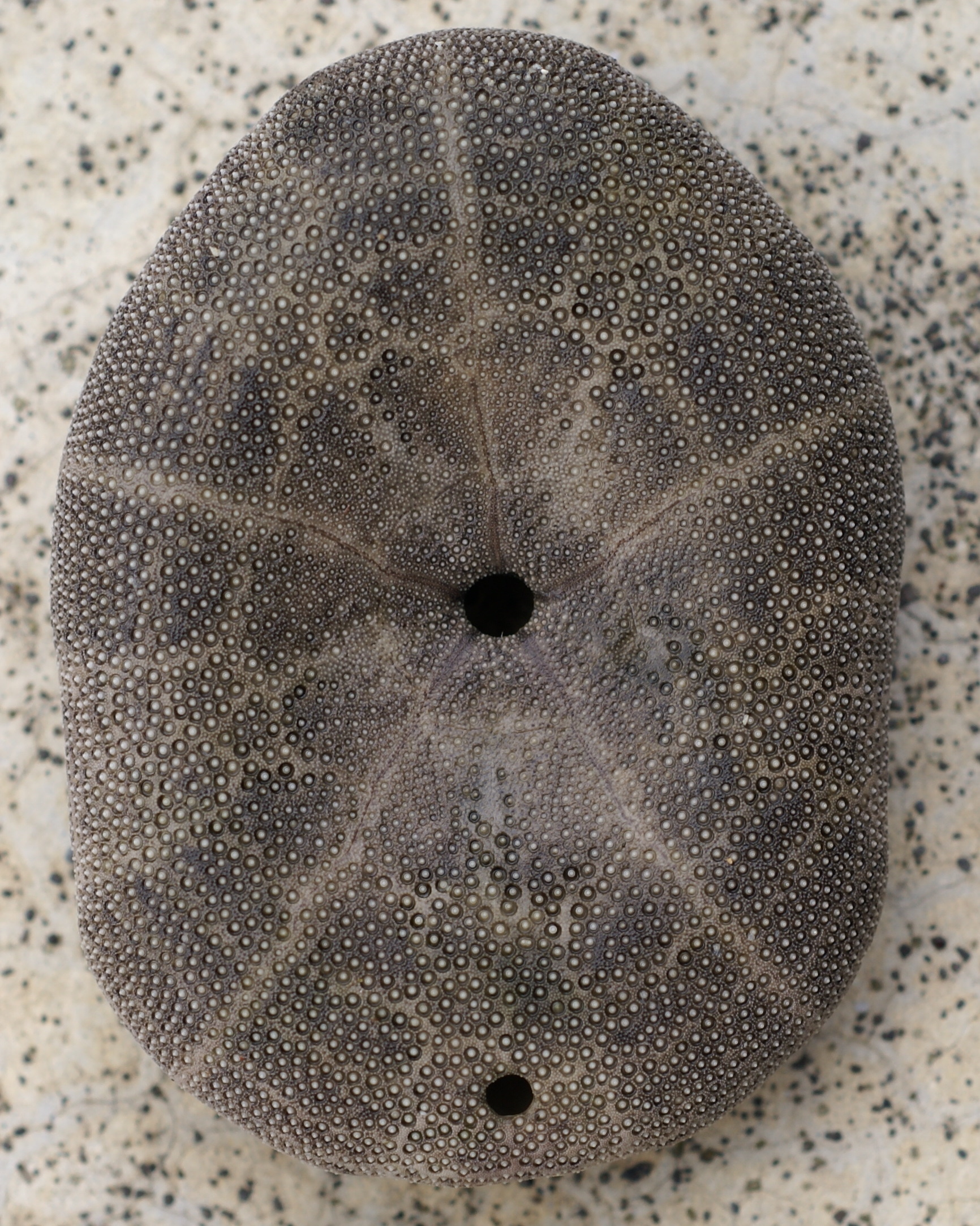
face orale (inférieure).
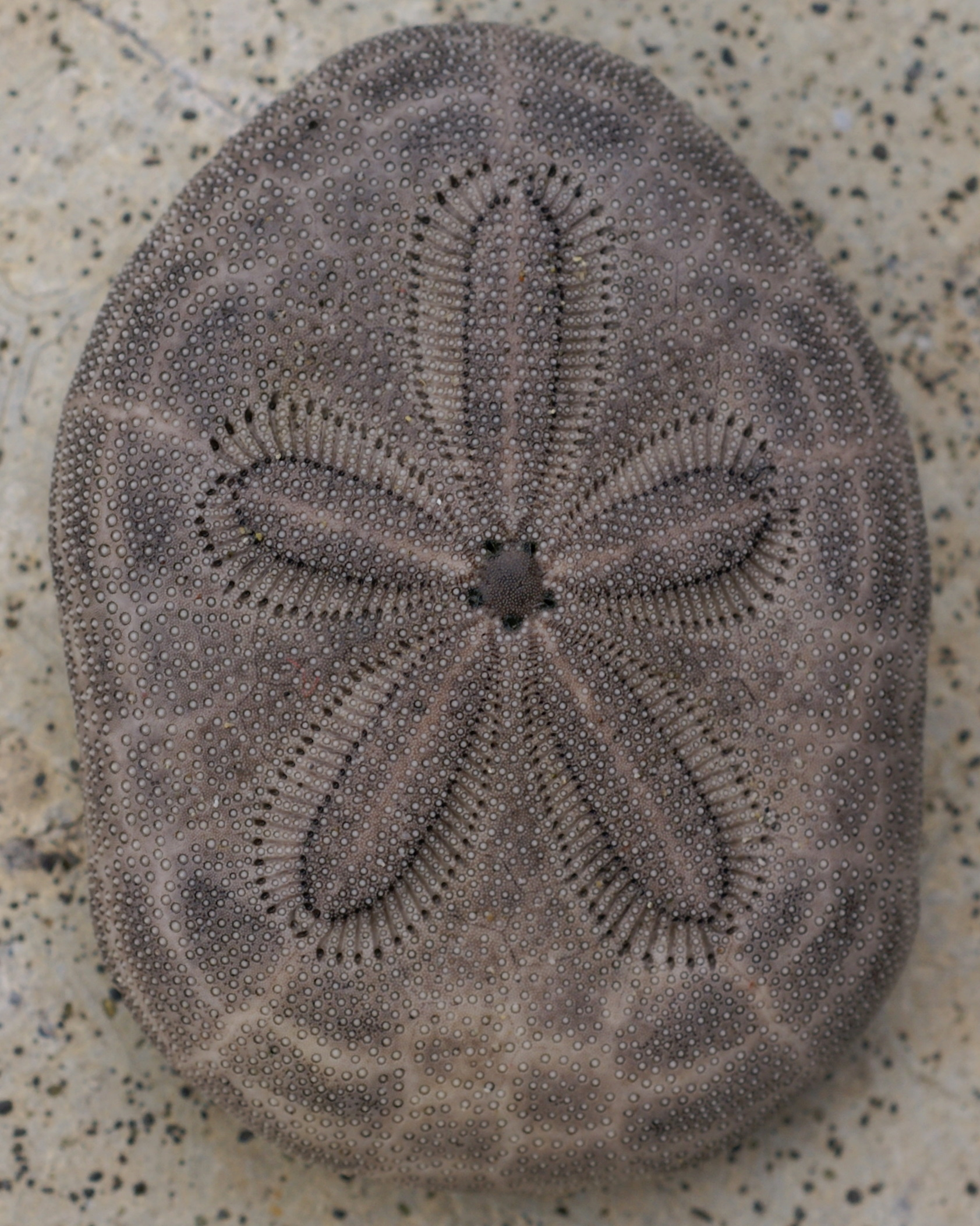
face aborale (supérieure).

## Habitat et répartition
On trouve cet oursin à faible profondeur sur les fonds sableux de l'océan Pacifique et de l'Océan Indien, notamment à Hawaii ou à La Réunion.

## Écologie et répartition
Cet oursin est un fouisseur : il filtre le sable pour se nourrir de matière organique, notamment de foraminifères.

## Taxinomie

### Liste des sous-espèces
Selon World Register of Marine Species (9 février 2014) :

Clypeaster reticulatus sundaicus

- sous-espèce Clypeaster reticulatus reticulatus (Linnaeus, 1758)
- sous-espèce Clypeaster reticulatus sundaicus Mortensen, 1948